# John Buscema
John Buscema (* 11. Dezember 1927 in Brooklyn; † 10. Januar 2002 in Port Jefferson, New York) war ein US-amerikanischer Comiczeichner für Marvel Comics in den 1960er und 1970er Jahren. Sein Bruder Sal Buscema ist ebenfalls ein Comic-Künstler.

## Leben
Zu seinen Vorbildern zählte Hal Foster, dessen detaillierter Zeichenstil im Comic Prinz Eisenherz Buscema prägte. Buscemas erster Erfolg waren Die Rächer; die Serie erschien ab 1966 in Zusammenarbeit mit dem Comic-Autor Roy Thomas. Im Anschluss daran arbeitete er an vielen Titeln des Marvel-Verlags mit. Später folgten die Serien Silver Surfer und Fantastic Four, letztere übernahm er von Jack Kirby, nachdem dieser zu DC Comics gewechselt war. In der Folge arbeitete er an der Comic-Serie Conan, die auf Basis der Geschichten des Schriftstellers Robert E. Howard entstand.
Buscema lebte ab 1996 zurückgezogen, obgleich er weiterhin gelegentlich die Bleistiftzeichnungen seiner Kollegen in Tusche zeichnete. Seine letzten Geschichten zeichnete er für die Serie Batman bei DC Comics. Buscema starb an Krebs und hinterließ eine große Fan-Gemeinde.

## Auszeichnungen
- 1973: British Fantasy Award für Conan the Barbarian
- 1974: Shazam Award als bester Comic-Künstler
- 1974: British Fantasy Award für Conan the Barbarian
- 1975: British Fantasy Award für Savage Sword of Conan
- 1976: British Fantasy Award für Savage Sword of Conan
- 2002: Eisner Hall of Fame